# Hey Everybody!
«Hey Everybody!» es una canción de la banda australiana de pop rock 5 Seconds of Summer. La canción fue lanzada a través de Capitol Records el 14 de septiembre de 2015, como el segundo sencillo del segundo álbum de estudio de la banda, Sounds Good Fells Good. La pista fue escrita por Calum Hood, Simon Le Bon, Nick Rhodes, John Taylor, Roger Taylor y Andy Taylor.

## Antecedentes y lanzamiento
La pista fue escrita por Calum Hood, Simon Le Bon, Nick Rhodes, John Taylor, Roger Taylor y Andy Taylor, mientras que la producción fue llevada a cabo por The Monsters and the Strangerz y John Feldmann. El tema contiene partes de la canción «Hungry Like the Wolf» del grupo musical Duran Duran, a quienes se les otorgaron créditos de escritura en la canción. Se estrenó el 14 de septiembre de 2015, como el segundo sencillo del segundo álbum de estudio de la banda Sounds Good Fells Good. La revista TIME de Estados Unidos la consideró la tercera peor canción del 2015.

## Vídeo musical
El video musical de «Hey Everybody!» se publicó en la plataforma de YouTube de la banda el 16 de octubre de 2015.

## Presentaciones en vivo
La banda interpretó la canción en Alan Carr: Chatty Man Stand Up to Cancer, transmitido el 26 de octubre de 2015 y en el programa TFI Friday el 6 de noviembre de 2015. Más tarde cantaron el tema en los American Music Awards y The Ellen DeGeneres Show. La banda presentó la canción en las estaciones radiales BBC Radio 1 's Live Lounge , Sirius XM Radio y en la Radio 1 Teen Awards. Adicionalmente interpretaron la pista en vivo en Ryan Seacrest , Elvis Duran y en The Late Late Show con James Corden.

## Lista de ediciones
Versión estándar

| N.º | Título           | Duración |  |
| 1.  | «Hey Everybody!» | 3:16     |  |

Versión Sencillo en CD

| N.º | Título           | Duración |  |
| 1.  | «Hey Everybody!» | 3:14     |  |
| 2.  | «Over and Out»   | 2:58     |  |
| 3.  | «Broken Pieces»  | 3:29     |  |

## Créditos y personal
Créditos adaptados de Genius.
- Calum Hood - composición, voz, bajo
- Ashton Irwin - voz, batería
- Luke Hemmings -  voz, guitarra rítmica
- Michael Clifford - guitarra, voz
- Zakk Cervini - programación
- Matt Pauling - programación
- John Feldmann - producción , grabación
- The Monsters & Strangerz - producción
- Zakk Cervini - producción adicional, ingeniería , edición
- Matt Pauling - producción adicional, ingeniería , edición
- Eric Valentine - mezcla , masterización
- Allie Snow - asistencia técnica
- Luke Shrestha - asistencia técnica
- Cian Riordan - asistente de ingeniería
- Justin Long - asistente de mezcla

## Posicionamiento en listas
| Listas (2015)                      | Mejor posición |
| ---------------------------------- | -------------- |
| Alemania (Official German Charts)  | 74             |
| Australia (ARIA)                   | 70             |
| Bélgica (Ultratop) Flanders        | 12             |
| Bélgica (Ultratop) Wallonia        | 17             |
| Estados Unidos (Billboard Hot 100) | 16             |
| Estados Unidos (Mainstream Top 40) | 23             |
| Reino Unido (UK Singles Chart)     | 49             |